# Henrik Dahl
Johan Henrik Dahl (ur. 20 lutego 1960 w Vejlby-Risskov) – duński socjolog, pisarz, polityk i publicysta, poseł do Folketingetu, deputowany do Parlamentu Europejskiego X kadencji.

## Życiorys
W 1987 ukończył socjologię na Uniwersytecie Kopenhaskim. W 1988 został absolwentem Uniwersytetu Pensylwanii, na którym uzyskał magisterium z komunikacji. W 1993 doktoryzował się w Copenhagen Business School. Pracował jako nauczyciel akademicki m.in. na tej uczelni. W latach 1994–1998 był dyrektorem działu badań w ACNielsen AIM, a od 1999 do 2008 współwłaścicielem firmy analitycznej Explora. Zajął się też publicystyką, był gospodarzem programu w radiu DR P1 i recenzentem w czasopiśmie „Weekendavisen”. Autor i współautor publikacji książkowych. Wyróżniony nagrodami Rosenkjærprisen (przyznawaną przez DR) oraz Columbus-prisen.
Zaangażował się w działalność polityczną w ramach Sojuszu Liberalnego. W 2015 po raz pierwszy uzyskał mandat deputowanego do Folketingetu. Z powodzeniem ubiegał się o reelekcję w wyborach w 2019 i 2022. W 2024 został wybrany do Europarlamentu X kadencji.

## Publikacje
- Marketing og semiotik (współautor, 1993).
- Hvis din nabo var en bil (1997).
- Den kronologiske uskyld (1998).
- Borgerlige ord efter revolutionen (współautor, 1999).
- Det ny systemskifte (współautor, 2001).
- Epostler (współautor, 2003).
- Mindernes land (2005).
- Krigeren, borgeren og taberen (współautor, 2006).
- Den usynlige verden (2008).
- Spildte kræfter (2011).
- Sandheden kort – Christiansborg fra A til Å (współautor, 2018).
- Den sociale konstruktion af uvirkeligheden (2020).